# Digitaria hubbardii
Digitaria hubbardii är en gräsart som beskrevs av Johannes Jan Theodoor Henrard. Digitaria hubbardii ingår i släktet fingerhirser, och familjen gräs. Inga underarter finns listade i Catalogue of Life.